# Idol japonés

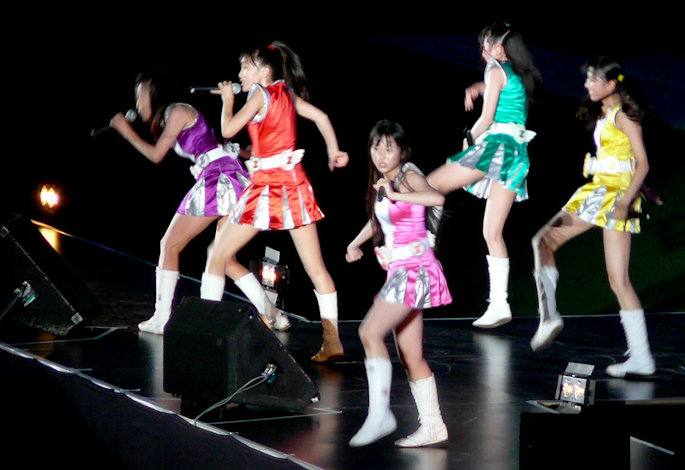
Momoiro Clover Z, clasificado como el grupo idol femenino número uno según las encuestas de 2013-2016.

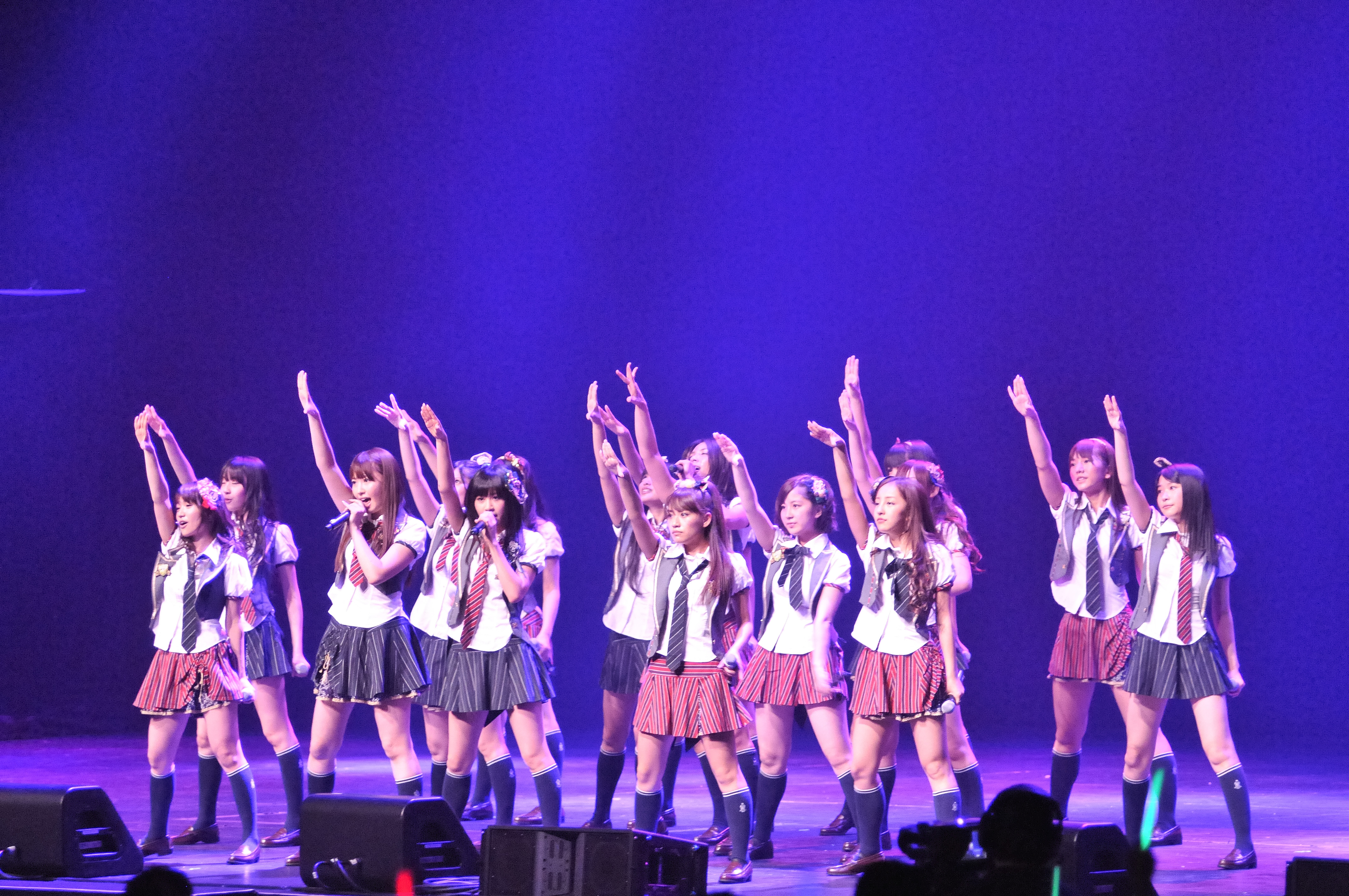
AKB48, el grupo idol femenino con un récord mundial Guinness por ser el "grupo pop más grande", con ventas récord de más de 200 millones de dólares en Japón.

En la cultura japonesa contemporánea, un Idol (アイドル Aidoru?, un pseudoanglicismo de la palabra inglesa idol), es una celebridad que ha alcanzado fama en gran parte por virtud de su apariencia. El término usualmente se refiere a jóvenes celebridades japonesas que son considerados kawaii y han conseguido la fama gracias a la publicidad habida en los medios de comunicación. Celebridades masculinas también suelen ser considerados —y se refieren a sí mismos— como idols. Los idols japoneses son, en su mayoría, cantantes y actores, así como también modelos (en el caso de las mujeres) que aparecen en revistas masculinas. Se espera que los idols desempeñen una amplia gama de actividades como figuras públicas, principalmente como personalidades de televisión (tarento), panelistas en programas de variedades y modelos para revistas y anuncios publicitarios.
El término es principalmente comercializado por agencias de talento japonesas, las cuales realizan audiciones para reclutar jóvenes con poca o directamente ninguna experiencia previa en la industria del entretenimiento; aspirantes a estrellas para ser adorados por su dulzura e inocencia. La mayoría de los cantantes idols se desempeñan en géneros como la música pop, aunque también lo hacen en el género más popular del momento, por lo que se suele decir que los idol tienen su propio estilo de música. Las canciones, generalmente, no requieren de grandes habilidades de canto del idol, puesto que gran parte de su popularidad proviene de su apariencia e imagen pública. A pesar de la popularidad de la figura de un idol, se tiende a considerarlos como músicos y actores sin "seriedad". En consecuencia de este estigma, muchas estrellas jóvenes rechazan el término de idol en su deseo de ser vistos como profesionales y no como objetos de devoción de los fanáticos. La ex-idol Akari Hayami es un ejemplo de está situación.
Muchos fanáticos japoneses de los idols femeninos tienden a verlas como hermanas pequeñas o un interés amoroso, empatizando con ellas y amando la forma en la que se presentan como jóvenes ordinarias que se han convertido en estrellas, siguiendo con entusiasmo su crecimiento en la industria del entretenimiento.

## Historia

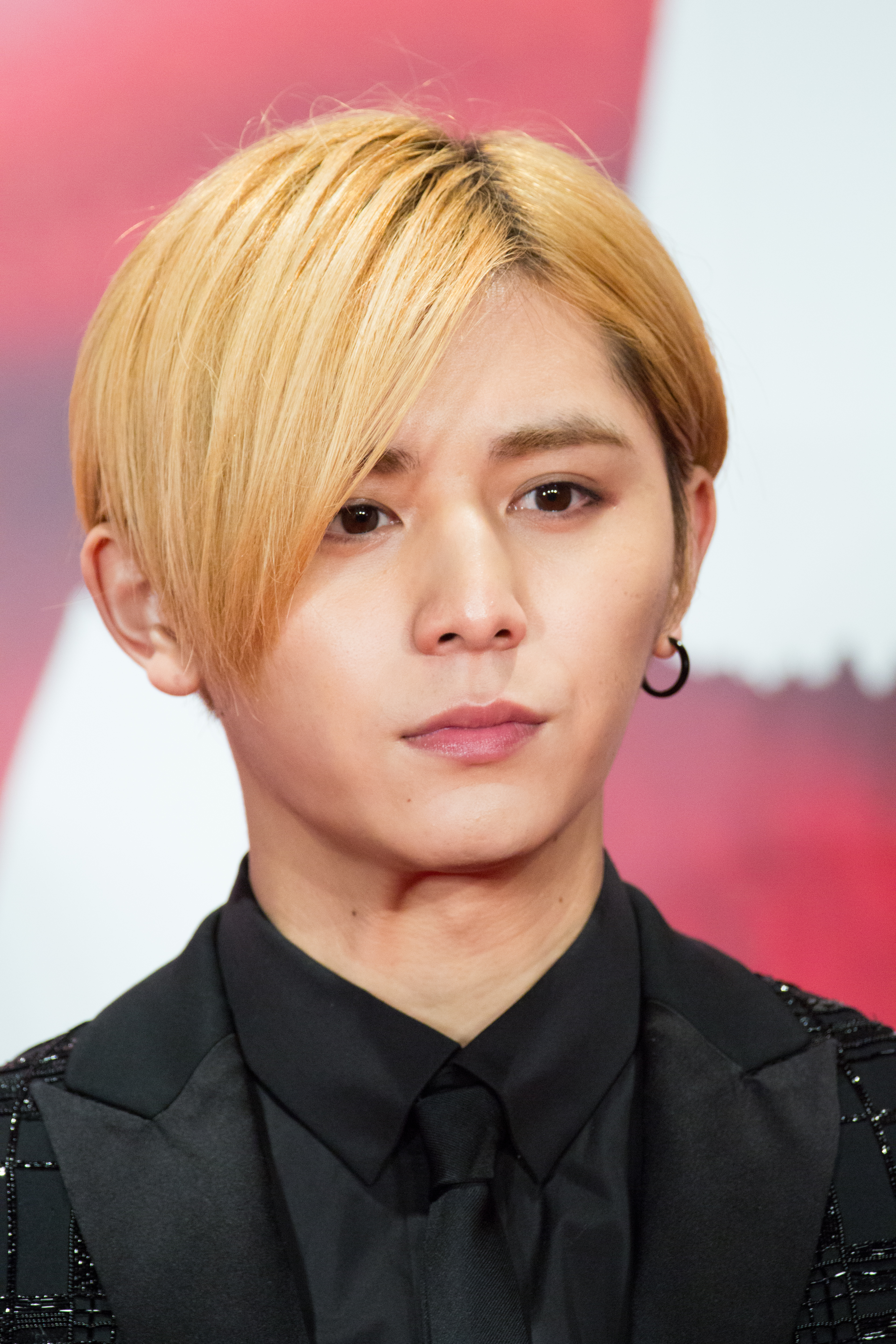
El idol masculino Ryōsuke Yamada, miembro del grupo Hey! Say! JUMP.

El fenómeno de los idols comenzó a principios de la década de 1970, siendo un reflejo de los cada vez más materialistas y ricos jóvenes japoneses. Las adolescentes, principalmente entre la edad de 14 y 16 años, comenzaron a elevarse al estrellato. Una en particular, Momoe Yamaguchi, fue una gran estrella hasta su repentino retiro en 1980. Los idols dominaron la escena de la música pop en los años 1980; y este período es conocido como la "edad dorada de los idols en Japón". En un solo año unos 40 o 50 nuevos idols aparecían, para desaparecer de la vista pública poco después. Unos pocos idols de esa era, tales como Seiko Matsuda, todavía son populares en la actualidad. En los años 90, el poder de los idols japoneses comenzó a menguar cuando la industria de la música se desplazó hacia músicos de rock y otros cantantes, para quienes la música era un punto de ventas más importante de lo que luce o lo que es más sano, así como hacia los géneros como el rap que eran más difíciles de cuadrar con la estética convencional. El fenómeno de los idols japoneses ha tenido un impacto grande en la cultura popular en Hong Kong y Taiwán. 
Se suele decir que las idols japonesas representan la forma de la mujer perfecta en la sociedad japonesa. En el caso de las Gravure idol, son símbolos de sexualidad femenina y a menudo se visten de forma erótica. En el caso de las idols Jyosei, se convirtieron en modelo a seguir por la juventud, aspecto que se ha mantenido en las idols actuales donde se cuida que su comportamiento moral y ético sea completamente correcto, sin vicios o escándalos personales. Por esta razón son con frecuencia idolatradas tanto por hombres como por mujeres. Los caprichos del público masculino con el aspecto agradable de una idol japonesa se mantienen a partir de información detallada sobre sus medidas corporales, colores y comida favoritos, aficiones, tipo de sangre, etc. El público femenino está interesado en imitar su estilo, color de pelo, moda, etc.
A finales de los años 1980 y principios de los años 1990 la imagen "idol" tradicional que empleaba vestuarios "buri-buri isho" (vestuarios de falsa niña) se dejó de utilizar, transformándose la imagen idol infantil de kawai idols (ídolos adorables) en stylish post-idols, donde se manifestaba ahora una imagen de mayor madurez y sensualidad, lo que dio fin a la época idol en su definición genérica y se creó en cambio la imagen de la post-idol con un estilo mucho más acorde a la imagen de estrella pop occidental.
Entre esta nueva generación de post-idols, Namie Amuro era la más popular a finales de la década de los años 1990, aunque comercializó de forma más sexy y "para adultos" que otros. Ella empezó su carrera en 1992 como vocalista del grupo de pop Super Monkeys, pero el grupo se disolvió muy pronto. A los productores les gustó Amuro, y en 1995 se lanzó como solista, alcanzando un éxito masivo. Uno de sus CD, "Sweet 19 Blues", vendió tres millones de copias en ventas por adelantado, convirtiéndose así en el álbum más vendido en la historia de Japón. Esta cifra ha sido superada posteriormente por Hikaru Utada, quien es conocida como una de las divas más importantes, pero sobre ellas hoy se encuentra Ayumi Hamasaki, quien ostenta el título de "emperatriz del Pop" alcanzando un récord de 29 singles en el top 1, vendiendo más de 45 000 000 de discos en su país y alcanzado más de 100 premios y records desde el año 1998.
Con el fin de la era idol a principios de los años 1990 ocurrió una diversificación del término "idol", surgiendo toda clase de nuevas variedades con características específicas que se dividieron el mercado. Un nuevo género de idols conocidos como Net Idols, que se hicieron conocidos a finales de los años 1990, solo aparecen en páginas web. En 1997 apareció Kyoko Date, el primer "cyber idol" o "virtual idol". Kyoko Date tiene una historia fabricada, estadísticas y sus propias canciones. Entretanto, las gravure Idol (グラビアアイドル, "idols de fotograbado") como Yōko Matsugane, Rio Natsume y Eiko Koike han aparecido extensamente en fotografías de empaques de pastel de queso, en las que suelen llevar poca ropa. Algunas otras como Natsuko Tohno y Sora Aoi han hecho lo mismo.
A finales de los años 1990 surgieron idols más jóvenes que los que había antes, y sobresalieron grupos de idols como Speed, surgiendo además agrupaciones que retomaban la época de Oro de la música idol japonesa como Morning Musume y el Hello!Project.

## Cultura
La cultura de los idols japoneses ha cambiado durante los años y es cuestionable si los idols pasados podrían tener el mismo éxito si hoy en día se les diera la misma oportunidad. La mayoría de esos idols han cantado canciones que encajarían como J-Pop y aunque no tuvieran belleza, por lo general podrían considerarse como "lindos".
En los años 1970, los idols tenían una aura de misterio que dejaba en secreto mucho de lo que eran sus estilos de vida. Sus vidas pública y "privada" se orquestaron cuidadosamente - ellos siempre parecían perfectos en todas las situaciones y parecían disfrutar un estilo de vida pródigo que la mayoría de los japoneses solo podía soñar. Sin embargo, en realidad ellos estaban bajo vigilancia continua por parte de sus promotores y eran incapaces de disfrutar las vidas privadas que fueron inventadas para ellos. Su paga era sorprendentemente baja. Se acostumbraba hacerlos trabajar en exceso, y aun cuando sus canciones vendieran bien la mayoría del dinero era para los músicos y escritores. Los fanáticos tenían pocas oportunidades de verlos más allá de unos minutos en TV o radio y era difícil compartir sus intereses. Las revistas eran la mejor fuente de información y muchos idols tenían clubes oficiales de fanáticos que periódicamente colocaban cuanta pequeña información pudiera ser liberada.
En los años 1980, los idols se volvieron más cercanos a lo que era una persona japonesa promedio, dado que el estilo de vida promedio de los japoneses había mejorado. Aunque todavía eran firmemente controlados, a los idols se les permitió mostrar más de sus personalidades reales y se les permitió revelar algunos arrebatos (aquellos que sus promotores les pareciera más conveniente mostrar). Los medios hacían a menudo "competiciones" entre dos o más idols, basado en cosas como el número de grabaciones vendidas, el número de fanáticos en su club oficial de fanes, etc. A finales de los años 1980, en vez de contar con las revistas y TV, algunos empezaron a probar con los nuevos medios y tecnologías como los videojuegos, con resultados diversos. Las condiciones de trabajo de los idols mejoraron e incluso aquellos con un éxito limitado podían vivir modestamente. La mayor parte del dinero obtenido era dado a los propios idols, aunque todavía reciban apenas una proporción pequeña.
En los años 1990 con la diversificación de tipos de idols, en lugar de ser comercializados como gente que vivan bien y sean mejores que el promedio, los idols se volvieron personas que simplemente se les ocurría tener su "cuarto de hora" para volverse populares. En donde en el pasado los gustos de los idols tenían que ser "dulces", hoy día es aceptable para un idol que solo disfrute de comer ramen o mostrar otra cosa aparte de una sonrisa, lamentar que no está en forma un poco o admitir que le gusta ir a comprar en tiendas de precios bajos. Algunos idols también han participado en series de anime cantando temas de apertura o de cierre, o experimentando con ser seiyû (actores de voces), y los mismos seiyû se han vuelto en algo así como los idols, convirtiéndose cada vez más populares. Incluso hoy, algunos todavía están involucrados con la industria de videojuegos, no siempre de forma exitosa.

## Organizaciones de fanes
A finales de los años 1970 se formaron las primeras organizaciones de fanes, llamados Idol Okkake los cuales asistían a los programas de TV y presentaciones públicas para apoyar a sus idols mediante gritos y aplausos coordinados en algo que se le llamó Ouendan. Posteriormente las coreografías de los fanes mejoraron y se hicieron mucho más complejas al agregar pasos de baile y gritos con frases completas y aplausos, todo ello realizado en completa coordinación, cuya rutina es diferente en cada tema que interpretan las idols. A esta evolución del Ouendan se le ha llamado Wotagei y ha sido popularizado recientemente por los fanes Wota de la organización idol Hello! Project y por los fanes de las idols Seiyuu en los eventos Otaku realizados en Akihabara.

## Teoría
El Dr. Hiroshi Aoyagi ha propuesto que los idols japoneses son una versión moderna de la geisha, una mujer cuyo arte es realizar un interpretación altamente estilizada y artificial de belleza femenina ideal. También hace un paralelo con el fenómeno de prácticas rituales en otras culturas. Así como las instituciones tradicionales se están acabando como resultado de la modernización e industrialización, Aoyogi sostiene que los medios masivos de comunicación están cumpliendo esta función cada vez más, y que los idols adolescentes conocidos a nivel nacional en Japón están de hecho jugando el importante papel de "llevar a cabo" su cultura para sus audiencias.

## Sincretismo y asimilación en otras culturas
Aunque el formato de Idol Japonés estaba limitado exclusivamente a Japón, el esquema artístico basado en la imagen kawaii que caracteriza al movimiento idol ha sido imitado por varios países asiáticos tales como Hong Kong y Corea quienes desde los años 1980 han asimilado ese formato implementándolo con algunas variaciones de acuerdo a su propia cultura. Asimismo en Hispanoamérica hoy en día se habla también de un movimiento idol como referencia a la expansión que ha tenido el formato idol japonés en los países de habla hispana y en países como México donde ya hay expresiones idol de este tipo establecidas y documentadas.